# 대전대화초등학교
대전대화초등학교는 대한민국 대전광역시 대덕구에 있는 공립 초등학교이다.
빅스의 멤버 혁이 졸업한 초등학교이다.

## 학교 연혁
- 1982년 10월 18일 대전대화국민학교 인가
- 1982년 11월 25일 개교 18학급 편성(927명)
- 1990년 3월 1일 37학급 편성
- 1992년 3월 1일 서부교육청지정 어린이회 운영 시범학교
- 1993년 3월 1일 서부교육청지정 사랑의 교육 시범학교
- 1994년 3월 1일 농수산부지정 사랑의 교육 시범학교
- 1996년 3월 1일 대전대화초등학교 개칭
- 1997년 3월 1일 대전광역시교육청 지정(환경부협력) 환경시범학교
- 1998년 3월 1일 병설유치원 1학급 개원
- 2001년 3월 1일 대전광역시교육청지정 학교 주5일 수업제 운영 실험학교
- 2009년 3월 1일 19학급 편성(특수학급 1학급포함 591명)
- 2010년 3월 1일 19학급 편성(특수학급 1학급포함), 병설유치원 1학급
- 2012년 3월 1일 20학급 편성(특수학급 1학급포함), 병설유치원 1학급
- 2012년 9월 27일 제24회 초중학생음악경연대회 가야금 금상, 사물놀이 은상
- 2012년 10월 5일 제24회 대전광역시교육감 육상경기대회 종합우승(남)
- 2012년 10월 19일 전국 100대 교육과정 우수학교 선정
- 2014년 1월 16일 2013 인성교육실천 우수학교 선정 교육부 인증패 수상
- 2014년 1월 24일 2013 학교문화개선 우수학교 선정 교육부 상패 및 상장 수상

## 참고 자료
- 대전대화초등학교 - 한국교육학술정보원 학교알리미